# Mubadala World Tennis Championship de Janeiro de 2011
O Mubadala World Tennis Championship de Janeiro de 2011 foi a 3a edição do torneio de exibição de ténis Mubadala World Tennis Championship.
Pelo regulamento do torneio, os 2 tenistas mais bem ranqueados passam direto para as semi-finais. Assim, Rafael Nadal e Roger Federer, então Ns.01 e 02 do mundo, respectivamente, não precisaram jogar as 4as de finais.

## Tenistas Participantes
1. Rafael Nadal ATP No. 1
2. Roger Federer ATP No. 2
3. Robin Söderling ATP No. 5
4. Tomáš Berdych ATP No. 6
5. Jo-Wilfried Tsonga ATP No. 13
6. Marcos Baghdatis ATP No. 20

## Cruzamentos
|  | Quartas de Finais | Quartas de Finais  | Quartas de Finais | Quartas de Finais | Quartas de Finais |                  |   | Semi-Finais     | Semi-Finais         | Semi-Finais         | Semi-Finais         | Semi-Finais         |                     |  | Final | Final           | Final | Final | Final |  |  |
|  |                   |                    |                   |                   |                   |                  |   |                 |                     |                     |                     |                     |                     |  |       |                 |       |       |       |  |  |
|  | 1                 | Rafael Nadal       | B                 | Y                 | E                 |                  |   |                 |                     |                     |                     |                     |                     |  |       |                 |       |       |       |  |  |
|  |                   |                    |                   |                   |                   |                  |   |                 |                     |                     |                     |                     |                     |  |       |                 |       |       |       |  |  |
|  |                   | 1                  | Rafael Nadal      | 6                 | 6                 |                  |   |                 |                     |                     |                     |                     |                     |  |       |                 |       |       |       |  |  |
|  |                   |                    |                   |                   |                   |                  |   |                 |                     |                     |                     |                     |                     |  |       |                 |       |       |       |  |  |
|  |                   | 6                  | Tomas Berdych     | 4                 | 4                 |                  |   |                 |                     |                     |                     |                     |                     |  |       |                 |       |       |       |  |  |
|  | 20                | 6                  | Tomas Berdych     | 4                 | 4                 | Marcos Baghdatis | 4 | 6               | 5                   |                     |                     |                     |                     |  |       |                 |       |       |       |  |  |
|  | 20                |                    |                   |                   |                   | Marcos Baghdatis | 4 | 6               | 5                   |                     |                     |                     |                     |  |       |                 |       |       |       |  |  |
|  | 6                 | Tomas Berdych      | 6                 | 3                 | 7                 |                  |   |                 |                     |                     |                     |                     |                     |  |       |                 |       |       |       |  |  |
|  |                   |                    |                   |                   |                   |                  |   |                 |                     |                     |                     |                     |                     |  | 1     | Rafael Nadal    | 7     | 7     |       |  |  |
|  |                   |                    | 2                 | Roger Federer     | 64                | 63               |   |                 |                     |                     |                     |                     |                     |  |       |                 |       |       |       |  |  |
|  | 5                 | Robin Soderling    | 6                 | 65                | 6                 |                  |   |                 |                     |                     |                     |                     |                     |  |       |                 |       |       |       |  |  |
|  | 13                | Jo-Wilfried Tsonga | 4                 | 7                 | 1                 |                  |   |                 |                     |                     |                     |                     |                     |  |       |                 |       |       |       |  |  |
|  | 13                | Jo-Wilfried Tsonga | 4                 | 7                 | 1                 |                  | 5 | Robin Soderling | 7                   | 3                   | 3                   |                     |                     |  |       |                 |       |       |       |  |  |
|  |                   |                    |                   |                   |                   |                  | 5 | Robin Soderling | 7                   | 3                   | 3                   |                     |                     |  |       |                 |       |       |       |  |  |
|  |                   | 2                  | Roger Federer     | 63                | 6                 | 6                |   |                 | Disputa de 3o Lugar | Disputa de 3o Lugar | Disputa de 3o Lugar | Disputa de 3o Lugar | Disputa de 3o Lugar |  |       |                 |       |       |       |  |  |
|  |                   | 2                  | Roger Federer     | 63                | 6                 | 6                |   |                 | Disputa de 3o Lugar | Disputa de 3o Lugar | Disputa de 3o Lugar | Disputa de 3o Lugar | Disputa de 3o Lugar |  |       |                 |       |       |       |  |  |
|  |                   |                    |                   |                   |                   |                  |   |                 |                     |                     |                     |                     |                     |  |       |                 |       |       |       |  |  |
|  | 2                 | Roger Federer      | B                 | Y                 | E                 |                  |   |                 |                     |                     |                     |                     |                     |  | 4     | Tomáš Berdych   | 4     | 63    |       |  |  |
|  |                   |                    |                   |                   |                   |                  |   |                 |                     |                     |                     |                     |                     |  | 3     | Robin Söderling | 6     | 7     |       |  |  |

## Classificação Final
| 1. Rafael Nadal (Campeão) 2. Roger Federer (Vice-Campeão) 3. Robin Söderling (Semiifinais, 3o Lugar) | 1. Tomáš Berdych (Semifinais, 4o Lugar) 2. Jo-Wilfried Tsonga (Quartas-de-finais) 3. Marcos Baghdatis (Quartas-de-finais) |

## Campeão
| Mubadala World Tennis Championship de Janeiro de 2011 |
| Rafael Nadal                                          |
| ----------------------------------------------------- |
| Rafael Nadal Campeão (2º título)                      |